# Zagorka Golubović

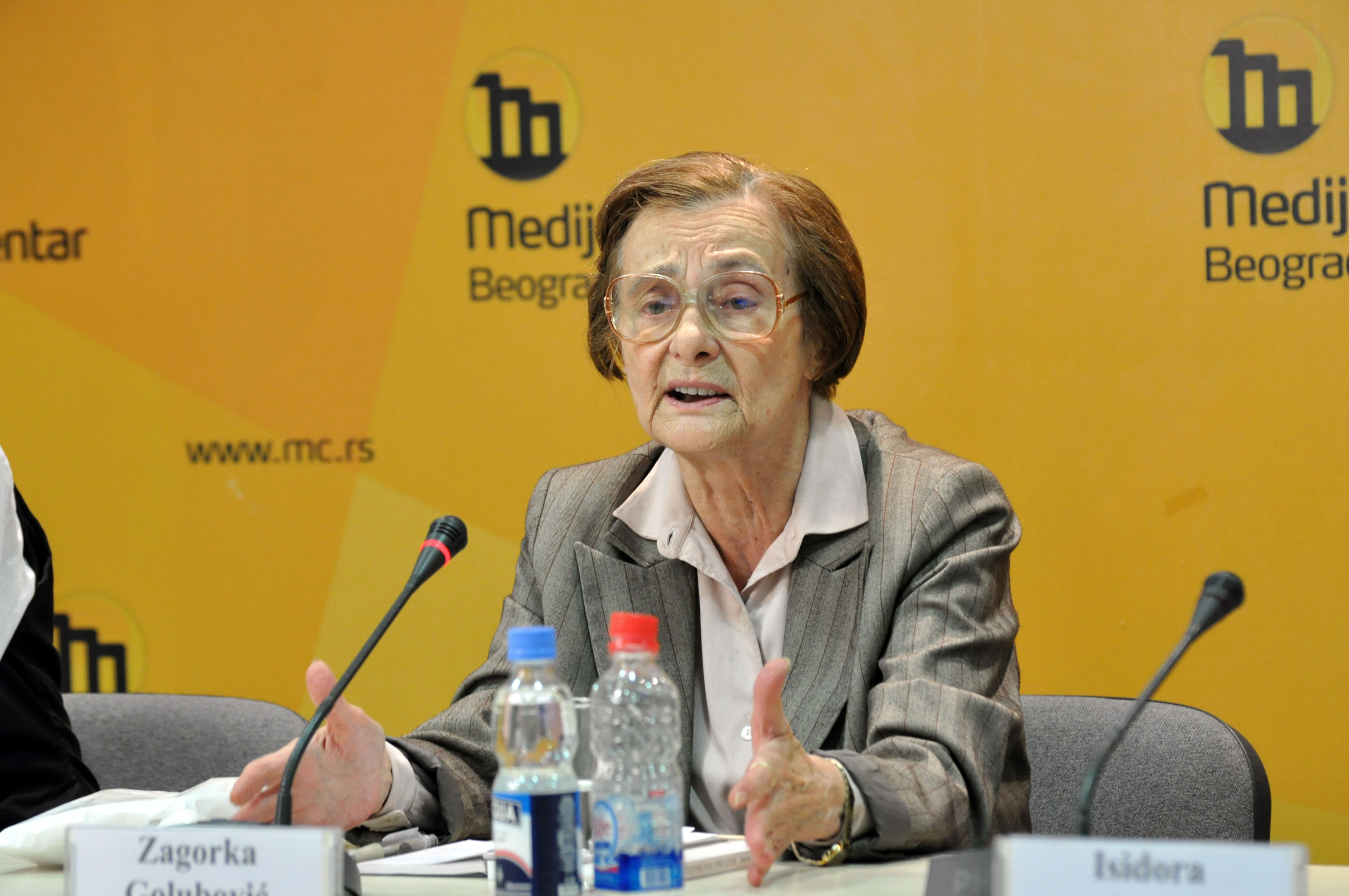
Zagorka Golubović (2008)

Zagorka Golubović (serbisch-kyrillisch Загорка Голубовић; * 8. März (nach anderen Angaben 7. März) 1930 in Debrc (bei Šabac), Jugoslawien; † 13. März 2019 in Belgrad; trug zeitweise (bis 1972) den Namen Zagorka Pešić-Golubović) war eine jugoslawische bzw. serbische Soziologin und Anthropologin.

## Leben
Zagorka Golubović studierte an der Universität Belgrad, wo sie später Professorin für Soziologie und Anthropologie wurde. Sie gehörte der Praxis-Gruppe an und war eine der acht Personen, die 1975 im Zuge des Verbots der Praxis-Gruppe aus der Universität entfernt wurden. Danach war sie als wissenschaftliche Mitarbeiterin am Institut za filozofiju i društvenu teoriju (Institut für Philosophie und Gesellschaftstheorie) in Belgrad tätig und nahm einige Gastprofessuren im Ausland an. Ab 1990 war sie wieder Professorin an der Universität Belgrad.

## Philosophie
Golubović galt als Vertreterin eines marxistischen Humanismus. In diesem Sinne formulierte sie eine scharfe Kritik an der politischen Philosophie des Marxismus-Leninismus. Ihr zufolge wandelte sich in den realsozialistischen Gesellschaften des Ostblocks, mit denen Jugoslawien unter Tito brach, „die Freiheit des Individuums als Bedingung der Freiheit aller“ zur „Freiheit für das apersonale Kollektiv“, wodurch der „Verzicht auf individuelle Interessen zugunsten der sozialen Interessen“ entstand. Vor diesem Hintergrund seien die bürgerlichen, freiheitlichen Individualrechte pauschal als „bourgeoise Befangenheiten“ deklariert worden. Die freie Entfaltung des Subjekts, wie sie im Marx’schen Kategorischen Imperativ als höchstes Ziel revolutionärer Praxis formuliert ist, benötige jedoch mehr als nur eine gewisse soziale Sicherheit. Statt den Weg zu einer größeren Emanzipation zu ebnen, indem die bürgerlichen Freiheitsrechte realisiert worden wären, wurde diese Emanzipation vom Realsozialismus zurückgewiesen und damit auch tendenziell das Recht der Individuen, für ihre Freiheit zu kämpfen. Hier sah Golubović einen zentralen Grund für die gesellschaftliche Stagnation des Realsozialismus. Die regierenden Parteien der Ostblockstaaten hätten die Unterstützung der Gewährleistung elementarer Bürgerrechte als Parteinahme für die bürgerlich-kapitalistischen Gesellschaften interpretiert und somit die Repression gerechtfertigt, mit der sie die Akteure solcher Forderungen überzogen.
Weiterhin sei dadurch, dass Freiheit in den realsozialistischen Gesellschaften nach rechtlichen Kriterien definiert gewesen sei, übersehen worden, „dass Recht eine wesentliche Kategorie des Staats und der Staat eine unverzichtbare Institution der Klassengesellschaft“ sei. Stattdessen sei versucht worden, das Recht als Instrument des Herbeiführens sozialer Gerechtigkeit zu betrachten. Recht, als legaler Ausdruck der Macht der herrschenden Klasse, stehe jedoch in grundsätzlichem Widerspruch zur Freiheit als einem menschlichen Attribut. Diese Staatskritik galt jedoch ebenso für die sich im Aufbau befindliche Selbstverwaltungsstruktur der SFR Jugoslawien. Zwischen den beiden Extrema Anarchie und dem Gesetz des Staates sah Golubović eine Vielzahl an weiteren Formen der Organisation des sozialen Verhaltens. In diesem Sinne verwendete sie den Begriff der „organisierten Freiheit“.

## Schriften (Auswahl)
- Socialism and Humanism, in: Praxis (International Edition), Jg. 1965, S. 520–535
- Problemi savremene teorije ličnosti, 1966
- The Trends and Dilemmas of Yugoslav Sociology, in: Praxis (International Edition), Jg. 1969, S. 485–496
- Socialist Ideas and Reality, in: Praxis (International Edition), Jg. 1971, S. 399–421
- Why is Functionalism more desirable in present-day Yugoslavia than Marxism?, in: Praxis (International Edition), Jg. 1973, S. 357–368
- Čovek i njegov svet u antropološkoj perspektivi (Der Mensch und seine Welt in anthropologischer Perspektive), 1973
- Der Soziologe in der jugoslawischen Gesellschaft, in: Europäische Rundschau, Jg. 1976, S. 45–54
- Porodica kao ljudska zajednica. Alternativa autoritarnom shvatanju porodice kao sistema prilagođenog ponašanja, 1981
- Staljinizam i socijalizam. Nastanak staljinizma u ideologiji i praksi sovjetskog društva, 1982
- Kriza identiteta savremenog jugoslovenskog društva : jugoslovenski put u socijalizam viđen iz različitih uglova, 1988, ISBN 86-7363-066-5
- Antropološki portreti, 1991, ISBN 86-17-02065-2
- Stranputice demokratizacije u postsocijalizmu, 1999, ISBN 86-82299-28-3
- Ja i drugi. Antropološka istraživanja individualnog i kolektivnog identiteta / Zagorka Golubović, 1999
- Živeti protiv struje, 2001 (Autobiographie)
- Izazovi demokratije u savremenom svetu, 2003, ISBN 86-7315-010-8
- Kuda ide postoktobarska Srbija, 2000–2005, 2006, ISBN 86-7549-534-X
- Pouke i dileme minulog veka. Filozofsko-antropološka razmišljanja o glavnim idejama našeg vremena, 2006, ISBN 86-7363-480-6
- Die Kritik alles Bestehenden (Interview) in: »1968« in Jugoslawien. Studentenproteste und kulturelle Avantgarde zwischen 1960 und 1975. Gespräche und Dokumente, hrsg. von Boris Kanzleiter und Krunoslav Stojaković, 2008, ISBN 978-3-8012-4179-7, S. 117–124